# Chklo
Chklo (ukrainien : Шкло) est une commune urbaine de l'oblast de Lviv, en Ukraine. Elle compte 5 754 habitants en 2024.